# Narix (Daguestan)
|  | No s'ha de confondre amb Nàrix. |

Narix (en rus: Нарыш) és un poble del Daguestan, a Rússia, que en el cens del 2010 tenia 451 habitants. Pertany al districte rural de Mekhelta.